# Manuel Mascarenhas Homem

Manuel Mascarenhas Homem foi um administrador colonial português. Foi capitão-mor da Capitania de Pernambuco.

## Biografia
Filho de Vasco Fernandes Homem, fidalgo agraciado com a comenda da Ordem de São Bento de Avis.
Foi nomeado capitão-mor da Capitania de Pernambuco, a qual governou de 1596 a 1603.
Em 1597, chegou ao Rio Grande para construir um forte (Forte dos Reis Magos) e uma cidade (Natal) e assegurar a posse de Portugal, afastando os franceses que comerciavam com os indígenas (os índios potiguaras). Para tanto, fez marchar contra os franceses um grupo de colonos de Pernambuco, por ordem do governador-geral do estado, D. Francisco de Sousa, em 1597.
Voltou a Portugal, onde exerceu diversas funções públicas. Recebeu os títulos de Conselheiro Real e de comendador da Ordem de Cristo.